# Lieskovany
Lieskovany (Hongaars: Leszkovány) is een Slowaakse gemeente in de regio Košice, en maakt deel uit van het district Spišská Nová Ves.
Lieskovany telt 294 inwoners.